# Jacques Rueff
Jacques Rueff (23 de agosto de 1896–24 de abril de 1978) fue un economista francés y asesor del Gobierno de Francia.

## Biografía
Rueff, un influyente pensador francés del conservadurismo y del libre mercado, fue hijo de un conocido médico parisiense; estudió economía y matemáticas en la École Polytechnique. Fue un importante asesor económico del presidente Charles de Gaulle. Asimismo, fue una figura destacada en la gestión de la economía francesa durante la Gran Depresión. A principios del decenio de 1930, fue agregado financiero en Londres, a cargo de las reservas en libras esterlinas del Banco de Francia. Fue miembro de la Société d'Économie Politique y estuvo vinculado a las Éditions de Médicis.
En 1941, Rueff fue destituido de su cargo como vicegobernador del Banco de Francia, como resultado de las nuevas leyes antisemitas de la Francia de Vichy. Rueff publicó varias obras de economía política y filosofía durante su vida, incluyendo L'Ordre Social (El orden social), que apareció en 1945, editada y publicada por la Librairie Sirey, y en la que introdujo una innovadora teoría que afirma que para mantener el orden social, además de preservar el Estado de derecho, los derechos de propiedad y el constitucionalismo, es necesario saber discernir entre los derechos falsos (faux droits) y los derechos verdaderos (vrais droits), para mantener estos y rechazar aquellos.
Después de la Segunda Guerra Mundial, Rueff se convirtió en uno de los principales miembros franceses de la Sociedad Mont Pelerin, liberal clásica, en presidente de la Agencia de reparaciones entre aliados –l'Agence interalliée des réparations (AIAR)–, y en ministro de Estado de Mónaco (12 de julio de 1949 a 1 de agosto de 1950). Estuvo firmemente a favor de la integración europea y se desempeñó desde 1952 hasta 1962 como juez en el Tribunal Europeo de Justicia.
Asesoró al presidente Charles de Gaulle desde 1958. Ese año, el Plan Rueff, también conocido como Plan Rueff-Pinay (redactado preponderantemente por Jacques Rueff y Antoine Pinay), equilibró el presupuesto y aseguró la convertibilidad del franco, que había estado en peligro por las tensiones de la descolonización.
En el decenio de 1960, Rueff se convirtió en uno de los principales defensores del retorno al patrón oro y criticó el uso del dólar como unidad de reserva, lo que –advirtió– causaría una inflación mundial. Miembro de la Academia de Ciencias Morales y Políticas, Rueff fue elegido miembro de la Académie française en 1964. Previendo el Mercado Común emergente de la Comunidad Europea, Rueff recomendó eliminar las barreras a la competencia en su segundo informe. Junto con el coautor Louis Armand y ayudado por un comité de expertos ad hoc, redactó el "Plan Rueff-Armand", como lo llamó la prensa, que fue publicado en 1960. El título completo del informe es "Rapport du Comité pour la suppression des obstacles à l'expansion économique" ("Informe del Comité sobre la supresión de las barreras al crecimiento económico").
Rueff siempre se mantuvo como un firme oponente de John Maynard Keynes. Su primera crítica apareció en la Economics Journal (Revista de Economía) sobre el tema de las transferencias; específicamente, las reparaciones de guerra alemanas. Rueff estaba en contra de tales transferencias a fines de la década de 1930.
En 1947, criticó la obra maestra de Keynes, Teoría general del empleo, el interés y el dinero. En 1958, el economista keynesiano estadounidense James Tobin se convirtió en el principal crítico de Rueff en la Quarterly Journal of Economics (Revista Trimestral de Economía). Del 19 al 21 de febrero de 1976, Rueff repitió sus creencias en "El fin de la era keynesiana", que se publicó por primera vez en Le Monde.

### Artículos
- «L'assurance-chômage, cause du chômage permanent» [El seguro de desempleo, causa del desempleo permanente]. Revue d'économie politique (en francés) (Paris: Librairie du Recueil Sirey) XLV: 211-251. Janvier-Février 1931. Consultado el 19 de mayo de 2012.
- Fischer, Bruno; Teulon, Frédéric (2011). «L'analyse libérale des crises financières : un hommage à Jacques Rueff». Vie & sciences économiques (en francés) (Rueil-Malmaison: ANDESE) (189): 46-60. ISSN 0336-142X. doi:10.3917/vse.189.0046.
- Rueff, Jacques (diciembre de 1925). «Les variations du chômage en Angleterre» [Las variaciones del desempleo en Inglaterra]. Revue Politique et Parlementaire (en francés) CXXV: 425-437.
- Rueff, Jacques (Juin-Juillet 1929). «Les idées de M. Keynes sur le problème des transferts» [Las ideas del Sr. Keynes sobre el problema de las transferencias]. Revue d'économie politique (en francés) (Paris: Librairie du Recueil Sirey) XLIII: 1067-1081. Consultado el 19 de mayo de 2012.
- Rueff, Jacques (Janvier-Février 1947). «Les Erreurs de la théorie générale de Lord Keynes» [Los Errores de la teoría general de Lord Keynes]. Revue d'économie politique (en francés) (Paris: Librairie du Recueil Sirey) 57: 5-33.
- Rueff, Jacques (mayo de 1947). «The Fallacies of Lord Keynes General Theory» [Los Errores de la Teoría General de Lord Keynes]. The Quarterly Journal of Economics (en inglés) (Oxford: Oxford University Press) 61 (3): 343-367. doi:10.2307/1879560.
- Rueff, Jacques (Nov., 1948). «The Fallacies of Lord Keynes' General Theory: Reply». The Quarterly Journal of Economics (en inglés) (Oxford: Oxford University Press) 62 (5): 771-782. doi:10.2307/1883471.
- Rueff, Jacques (19 et 20/21 février 1976). «La Fin de l'ère keynésienne» [El Final de la era keynesiana]. Le Monde (en francés).
- Rueff, Jacques (abril de 1976). «The End of the Keynesian Era or When the Long Run Ran Out» [El Final de la era keynesiana]. Euromoney (en inglés): 70-77.
- Tobin, James (Nov., 1948). «The Fallacies of Lord Keynes' General Theory: Comment». The Quarterly Journal of Economics (en inglés) (Oxford: Oxford University Press) 62 (5): 763-770. doi:10.2307/1883470.

### Libros
- Faure, Edgar (1961). La disgrâce de Turgot [La desgracia de Turgot] (2 volúmenes). Douze meilleures œuvres historiques (en francés). Préface de Jacques Rueff. Lausanne: Éditions Rencontre. (requiere registro).
- Rueff, Jacques (1922). Des Sciences physiques aux sciences morales (en francés).
- Rueff, Jacques (1925). Sur une théorie de l'inflation (en francés). Paris: Berger-Levrault. (enlace roto disponible en Internet Archive; véase el historial, la primera versión y la última).
- Rueff, Jacques (1927). Théorie des phénomènes monétaires : Statique (en francés). Paris: Payot.
- Rueff, Jacques (1935). La Crise du capitalisme (en francés).

- Rueff, Jacques (1949). Épître aux dirigistes (en francés). Paris: Gallimard.
- Rueff, Jacques (1953). La Régulation monétaire et le problème institutionnel de la monnaie (en francés).
- Rueff, Jacques (1963). L'âge de l'inflation [La época de la inflación] (en francés). Paris: Payot.
- Rueff, Jacques (1966). Le lancinant problème des balances de paiements (en francés). Paris: Payot.
- Rueff, Jacques (1968). Les Dieux et les Rois : Regards sur le pouvoir créateur (en francés). Paris: Hachette. (enlace roto disponible en Internet Archive; véase el historial, la primera versión y la última).
- Rueff, Jacques (1971). El pecado monetario de Occidente. Documento Económico. Barcelona: Dopesa.
- Rueff, Jacques (1971). Le péché monétaire de l’Occident [El Pecado Monetario de Occidente] (en francés). Paris: Plon. Archivado desde el original el 17 de febrero de 2011. Consultado el 19 de mayo de 2012.
- Rueff, Jacques (1972). Combats pour l'ordre financier (en francés). Paris: Plon.
- Rueff, Jacques (1972). The Monetary Sin of the West [El Pecado Monetario de Occidente] (en inglés). New York: The Macmillan Company. Consultado el 19 de mayo de 2012.
- Rueff, Jacques (1973). La réforme du système monétaire international (en francés). Paris: Plon.
- Rueff, Jacques (1974). La Création du monde (comédie-ballet en cinq journées) (en francés).
- Rueff, Jacques (1977-1981).  Claassen, Emil-Maria; Georges, Lane, eds. Œuvres complètes [Obras completas] (5 volúmenes) (en francés). Paris: Plon.

1. De l'Aube au Crépuscule (Autobiographie). 1977.
2. Théorie monétaire. 1979.
3. Politique économique (2 volúmenes). 1979-1980.
4. L'Ordre Social. 1981.

### Enciclopedias
- «Jacques Léon Rueff». Encyclopédie Larousse (en francés). Consultado el 19 de mayo de 2012.
- «Jacques Rueff». Wikibéral (en francés). Consultado el 19 de mayo de 2012.

### Otros
- «Jacques RUEFF (1896-1978)». Académie française (en francés). Archivado desde el original el 3 de marzo de 2012. Consultado el 19 de mayo de 2012.
- «Jacques Rueff (1896-1978)». data.bnf.fr (en francés). Consultado el 19 de mayo de 2012.

- Datos: Q1398687
- Multimedia: Jacques Rueff / Q1398687